# Da Youngsta's
Da Youngsta's est un groupe américain, originaire de Philadelphie, en Pennsylvanie. Il se compose de Taji « Taj Mahal » et Qu'ran Goodman, et de leur cousin Tarik Dawson. Le groupe compte quatre albums publiés en quatre ans, dont leur meilleure expérience est l'album The Aftermath. Ils rivalisent brièvement avec le groupe de rap Kris Kross car, contrairement au duo d'Atlanta, le groupe écrivait ses propres paroles.

## Biographie
Les frères Goodman sont les fils de Lawrence « LG » Goodman, CEO de Pop Art Records et l'un des fondateurs du hip-hop de Philadelphie. Le troisième membre du groupe, Tarik Dawson, est le cousin des deux premiers. Le premier album du trio, Somethin 4 Da Youngsta's, publié en 1992, est malheureusement éclipsé par le succès de Kris Kross. Toutefois, la formation peut obtenir une solide réputation dans le hip-hop underground, atteignant avec leur album la 10e place des Hot Rap Singles pour le titre Pass The Mic, et due au fait qu'ils écrivent leurs propres textes. 
Le deuxième album, The Aftermath, publié le 20 avril 1993, est plus agressif, emploie un style de rimes plus habile et obtient le soutien de grands noms du rap, tels que DJ Premier, The Beatnuts, Marley Marl et Pete Rock. L'album atteint la 128e place du Billboard 200. Des titres comme Iz U Wit Me et Crewz Pop remportent un plus grand succès que les autres chansons étant agressives. Qu'ran commence à produire les rythmes de la chanson Da Hood, préfigurant une future carrière en tant que producteur. Le troisième album, No Mercy, publié le 20 septembre 1994, est souvent considéré[Par qui ?] comme le meilleur[réf. nécessaire]. Il contient le single du succès unique Hip Hop Ride, une belle ode à la musique hip-hop, qui culmine à la 21e place des Hot Rap Tracks, et à la 68e place du Billboard Hot 100. Cette fois, la plupart du travail à la production est laissée à Marley Marl, K-Def & Dante « Destro » Barton. 
Le groupe publie son quatrième album en 1995, I'll Make U Famous, se référant à eux-mêmes comme les Illy Funkstaz, un surnom que le groupe avait utilisé au cours de ses deux derniers albums. Il contient une chanson avec Mobb Deep, Bloodshed and War.

## Discographie
- 1992 : Somethin 4 Da Youngsta's
- 1993 : The Aftermath
- 1994 : No Mercy
- 1995 : I'll Make U Famous

2019 Icons 2